# Indothyrus greeni
Genre
Espèce
Indothyrus greeni est une espèce d'holothyrides de la famille des Holothyridae, la seule du genre Indothyrus.

## Distribution
Cette espèce est endémique du Sri Lanka.

## Publication originale
- Lehtinen, 1995 : Revision of the Old World Holothyridae (Arachnida: Anactinotrichida: Holothyrina). Invertebrate Taxonomy, vol. 9, n. 4, p. 767-826.